# リラーナ
リラーナ（LiLana、ЛиЛана）、本名:リラーナ・フリストヴァ・デヤノヴァ（ブルガリア語:Лилана Христова Деянова / Lilana Hristova Deyanova、1981年10月15日 - ）は、ブルガリアの歌手である。リアリティ番組「ビッグ・ブラザー」のブルガリア版であるVIPブラザー（VIP Brother）への出演で知られる。
2009年、ブルガリアのラッパー・ビッグ・シャー（ミショ・シャマラ）とともに、アメリカ合衆国のベテランのラッパーであるスヌープ・ドッグとともに楽曲「Dime Piece」を製作した。この計画は、2008年末にブルガリア・ビッグ・ブラザー4（Big Brother 4 Bulgaria）のスタジオにて、リラーナがビッグ・シャーと会ったときに生まれたものである。2009年5月、アメリカ合衆国のトークショー番組「ザ・ヤング・タークス」（The Young Turks）でこの共演曲は大々的に非難された。